# 牛伏山 (群馬県)
牛伏山（うしぶせやま）は、群馬県高崎市にある山。標高491メートル。一郷山、金比羅山とも。ぐんま百名山の一つ。

## 地理
群馬県の西南部、高崎市吉井町の南方約3キロメートルの場所に位置する。第三紀系の砂岩・礫岩・泥岩からなる井戸沢層を鏑川が浸食し、牛伏砂岩層の残丘として残ったものである。標高は491メートルで、山の形が野に伏す牛に似ていることから「牛伏山」と呼ばれている。山頂には一郷山城跡や金比羅大権現をまつる琴平神社があり、一郷山や金比羅山とも呼ばれる。万葉集で「多胡嶺」と詠まれた山でもある（後述）。

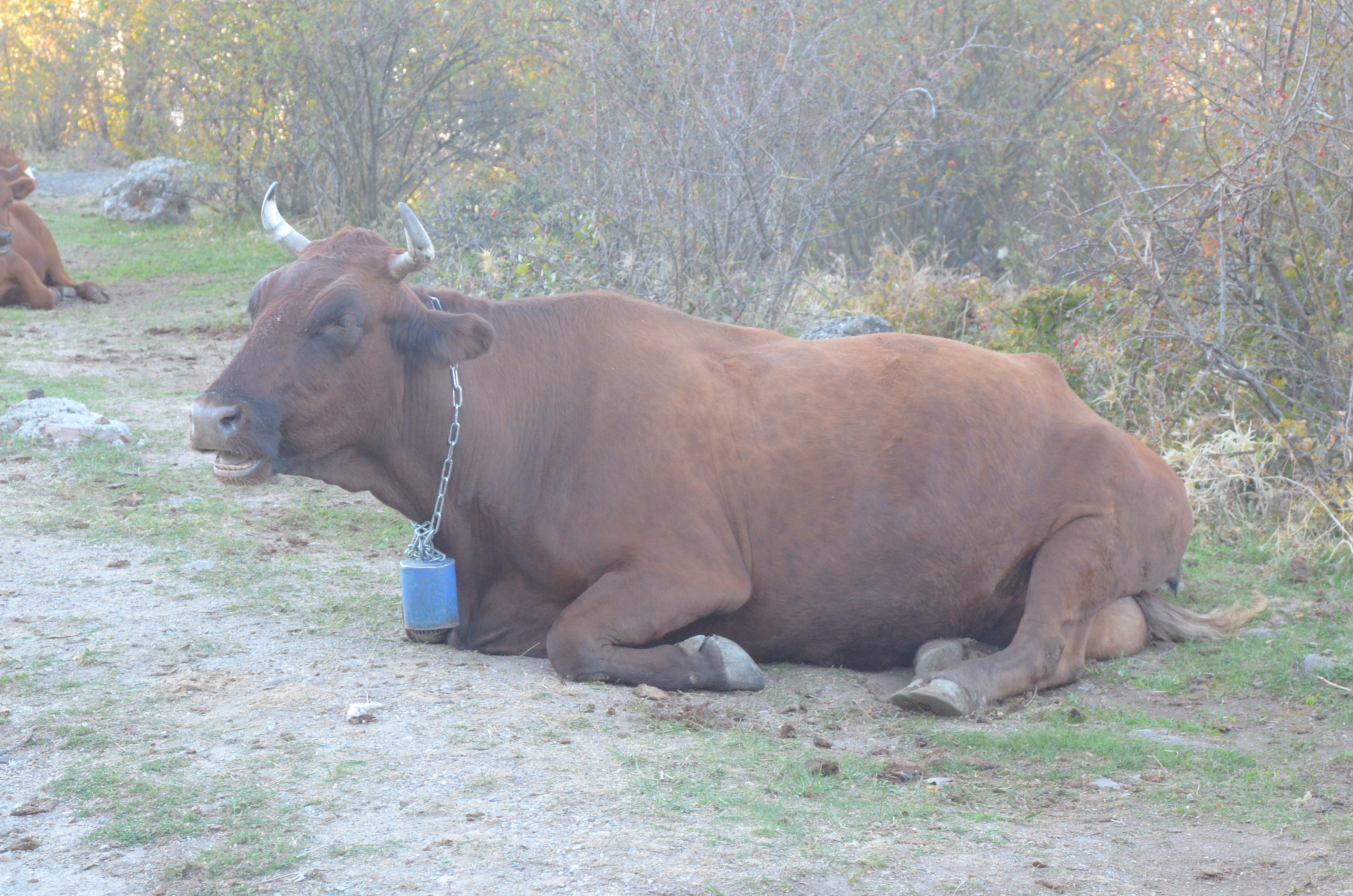
地面に伏した牛 牛伏山という山名の由来とされる。
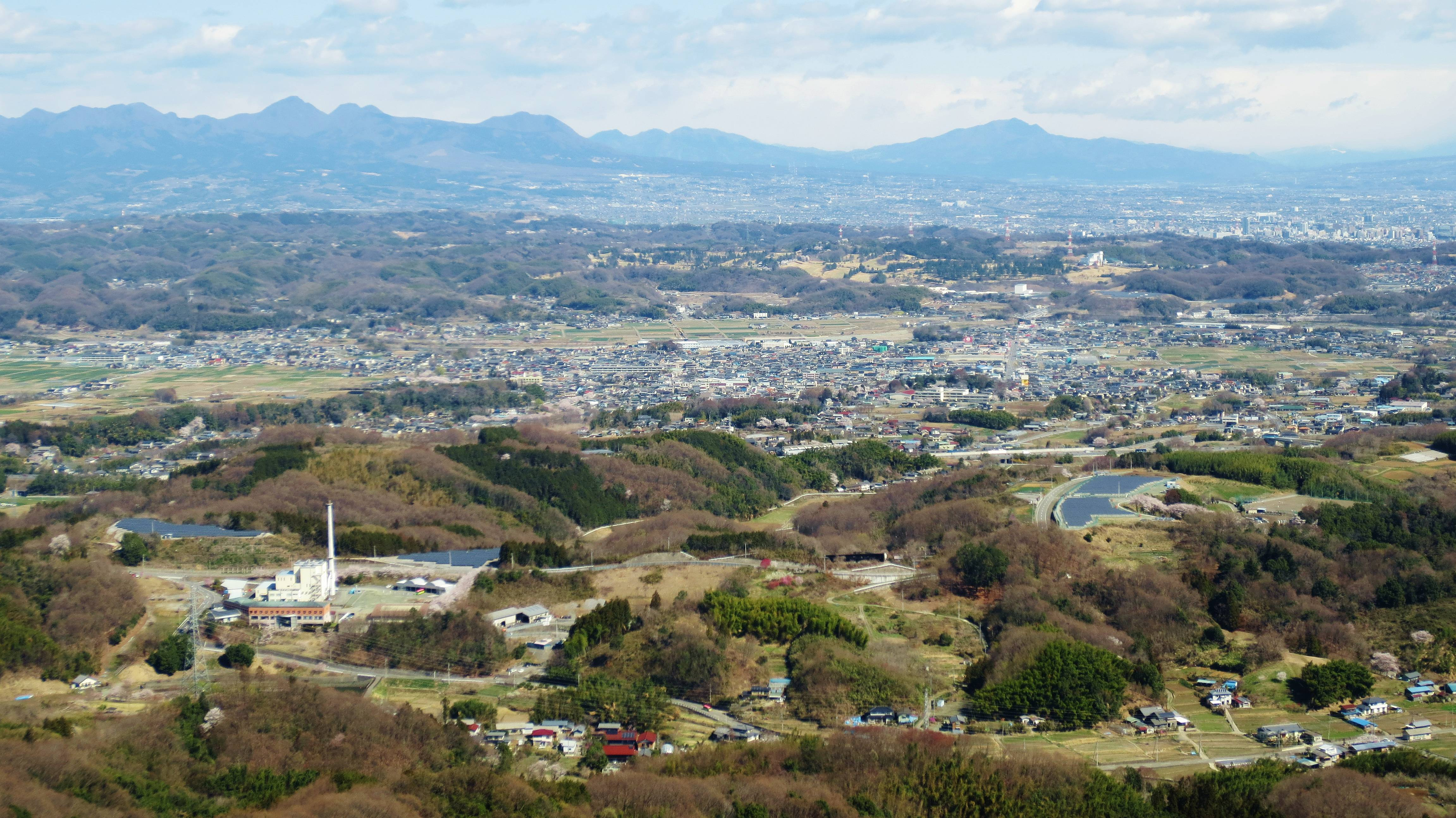
展望台より高崎市吉井町を望む。

山頂からの眺望に優れ、上毛三山から上越国境の山々、さらには筑波山まで一望できる。作曲家の服部良一は吉井町にある入野小学校の校歌制定にあたり当地を訪れ、『青い山脈』のイメージにぴったりであると評した。豊かな自然環境に恵まれ、メジロ・シジュウカラ・コゲラ・アオジなど、生息する野鳥の種類も多い。ぐんま百名山の一つにも選定されている。
牛伏山では1983年（昭和58年）から公園化に向けた整備が行われている。当時の多野郡吉井町は牛伏山を町民の憩いの場として、また野外活動や文化活動に役立てられる場とするよう、公園化計画を策定した。山頂には約1,000平方メートルの駐車場や休憩所、展望台、地に伏す牛の石像、『青い山脈』の歌碑、洞窟観音、NHKやエフエム群馬の電波塔（前橋FM送信所）があり、群馬展覧館が8合目に設けられた。ふもとから山頂へのハイキングコースとしては5つ設定されており、藤岡市上日野から牛伏山を経て吉井町馬庭に至る道は「小梨峠から牛伏山へのみち」として、関東ふれあいの道の一つに選定されている。林道脇に連なる桜並木は千本桜と呼ばれ、開花時期には夜間もライトアップされて花見客を楽しませる。6月中旬から7月上旬にかけてはアジサイ約1,400株が見頃となる。このほか、ツツジ・アザミ・リンドウなども見られる。

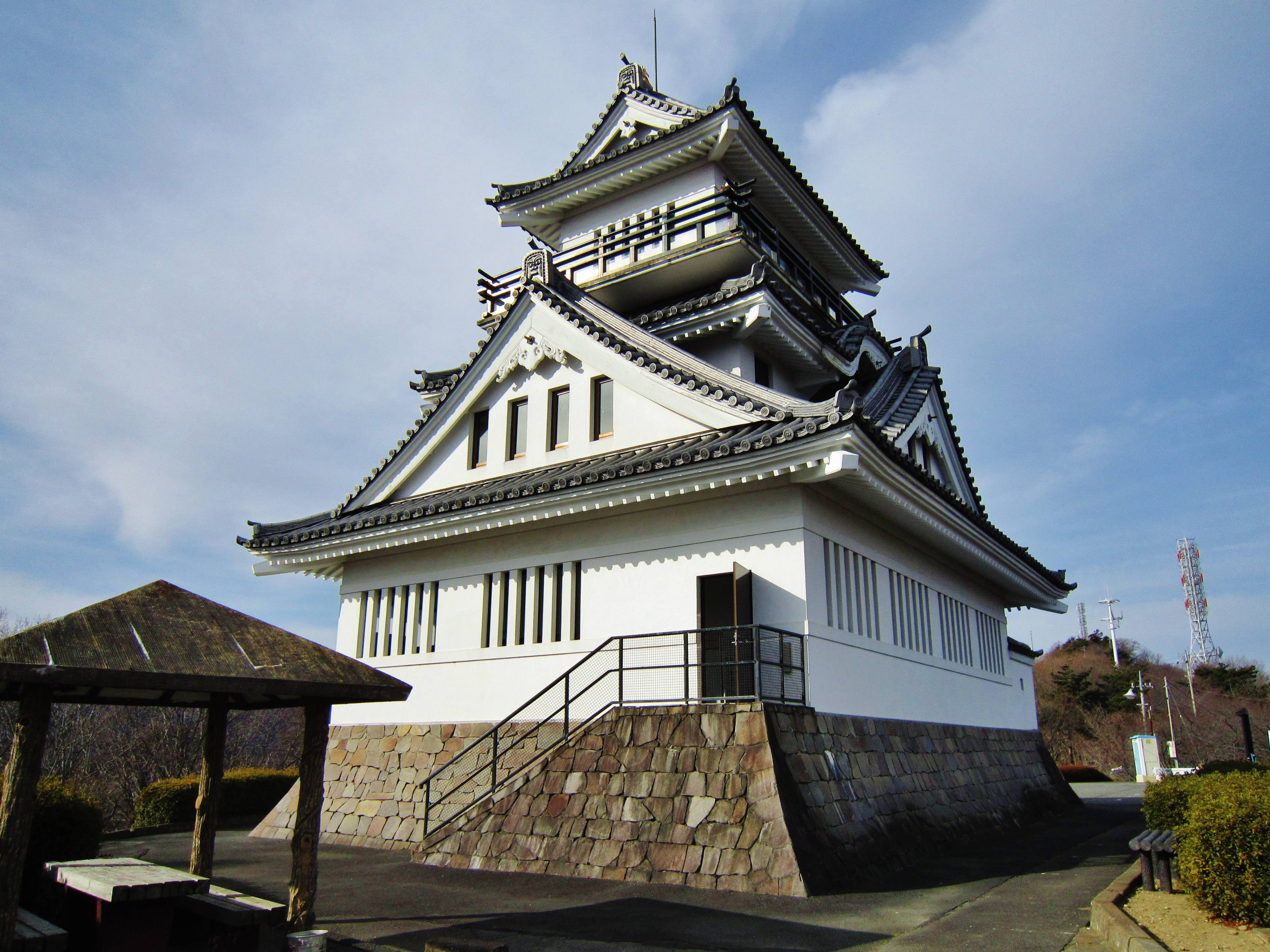
郷土資料展示室併設の牛伏山展望台（一郷山城跡）
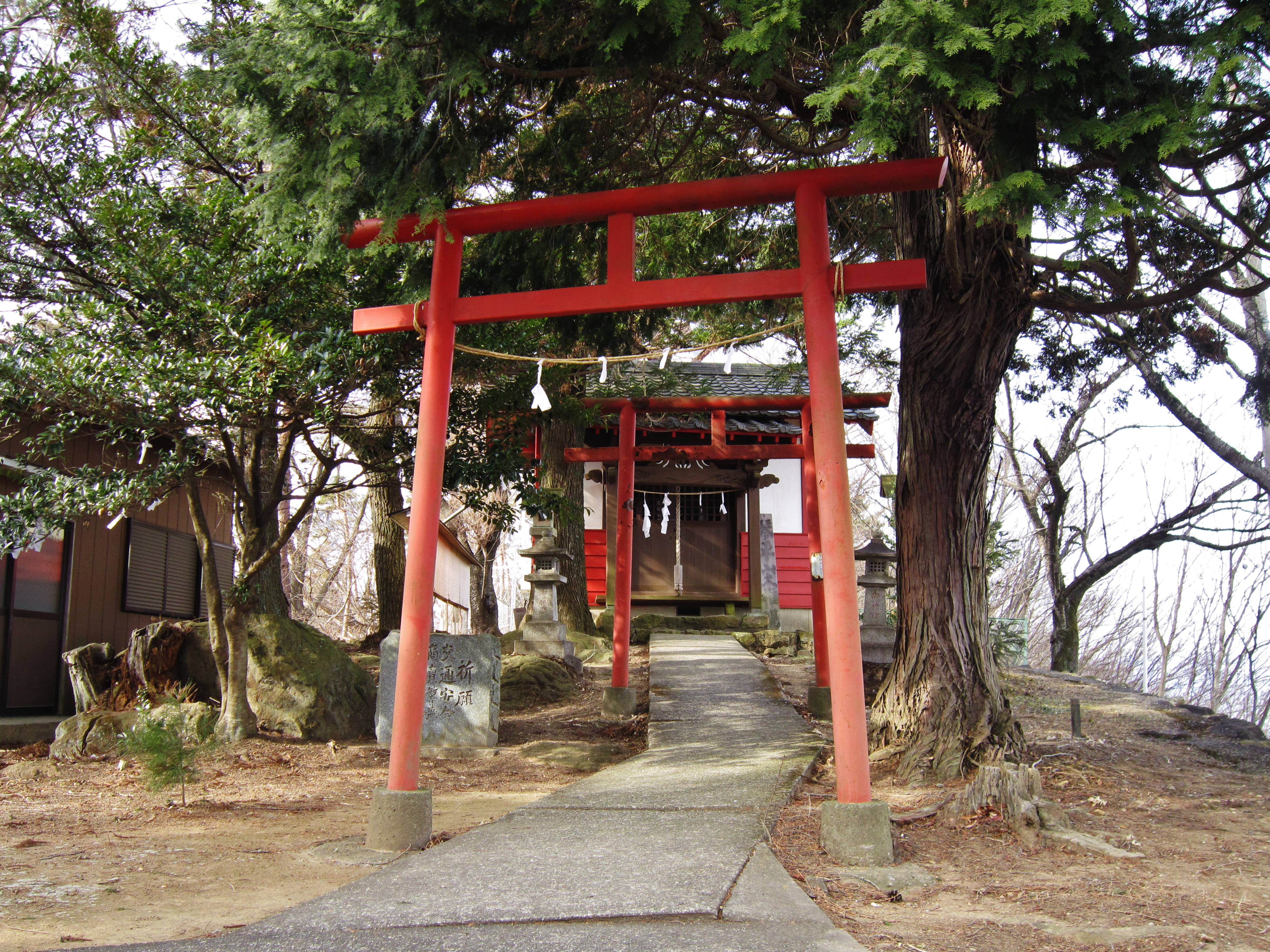
琴平神社
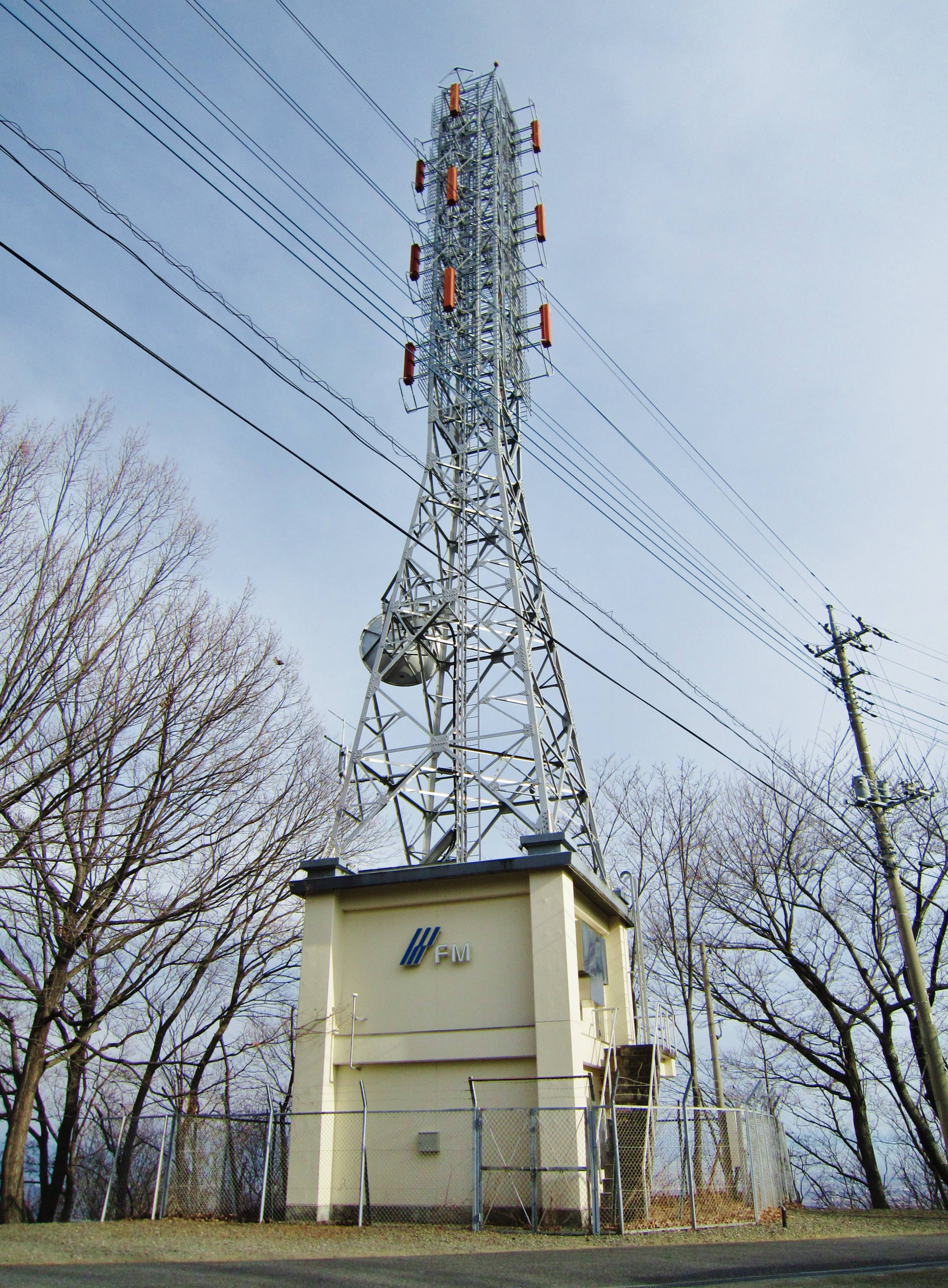
エフエム群馬の牛伏山送信所
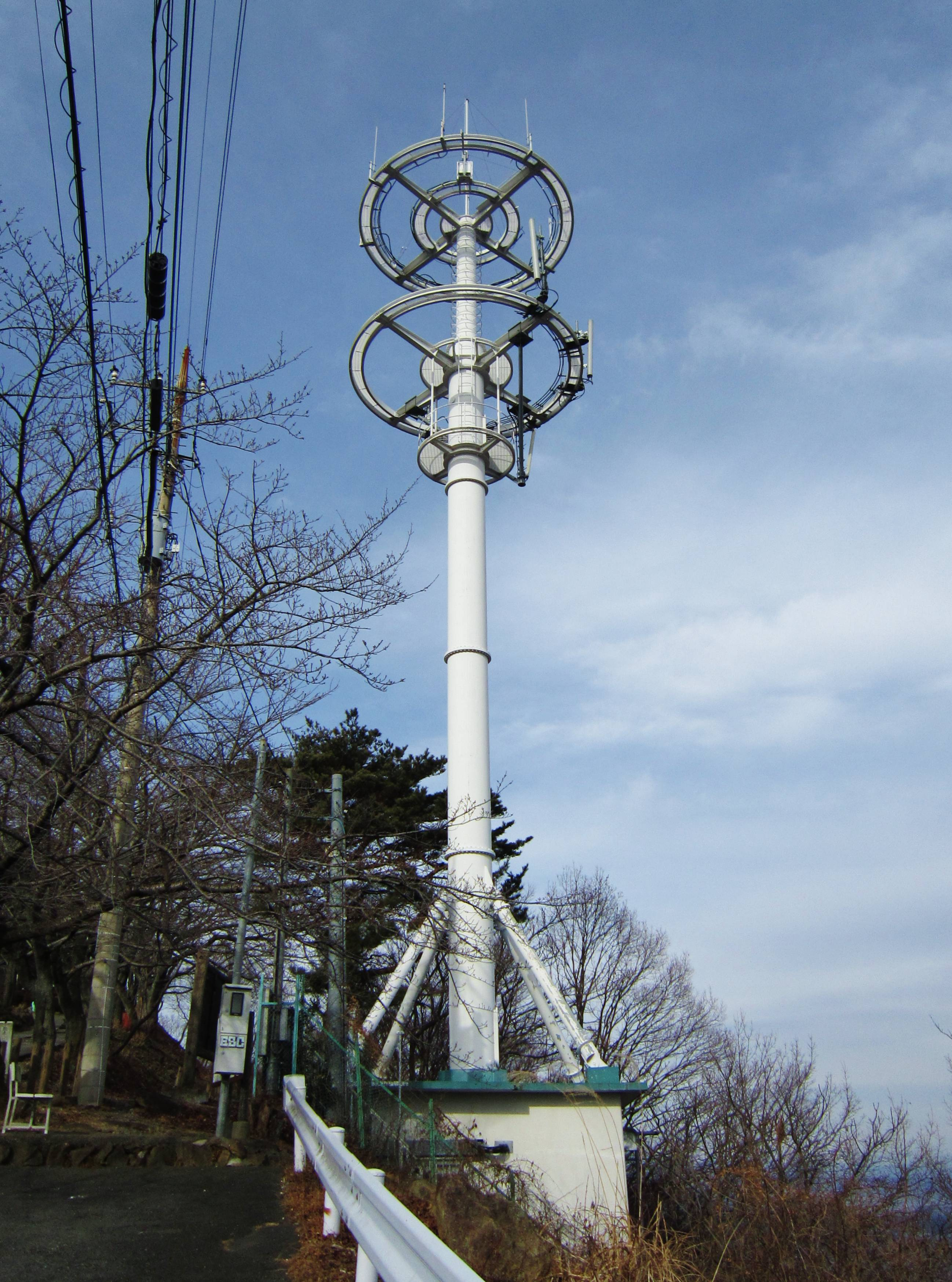
移動無線センターの牛伏山中継所
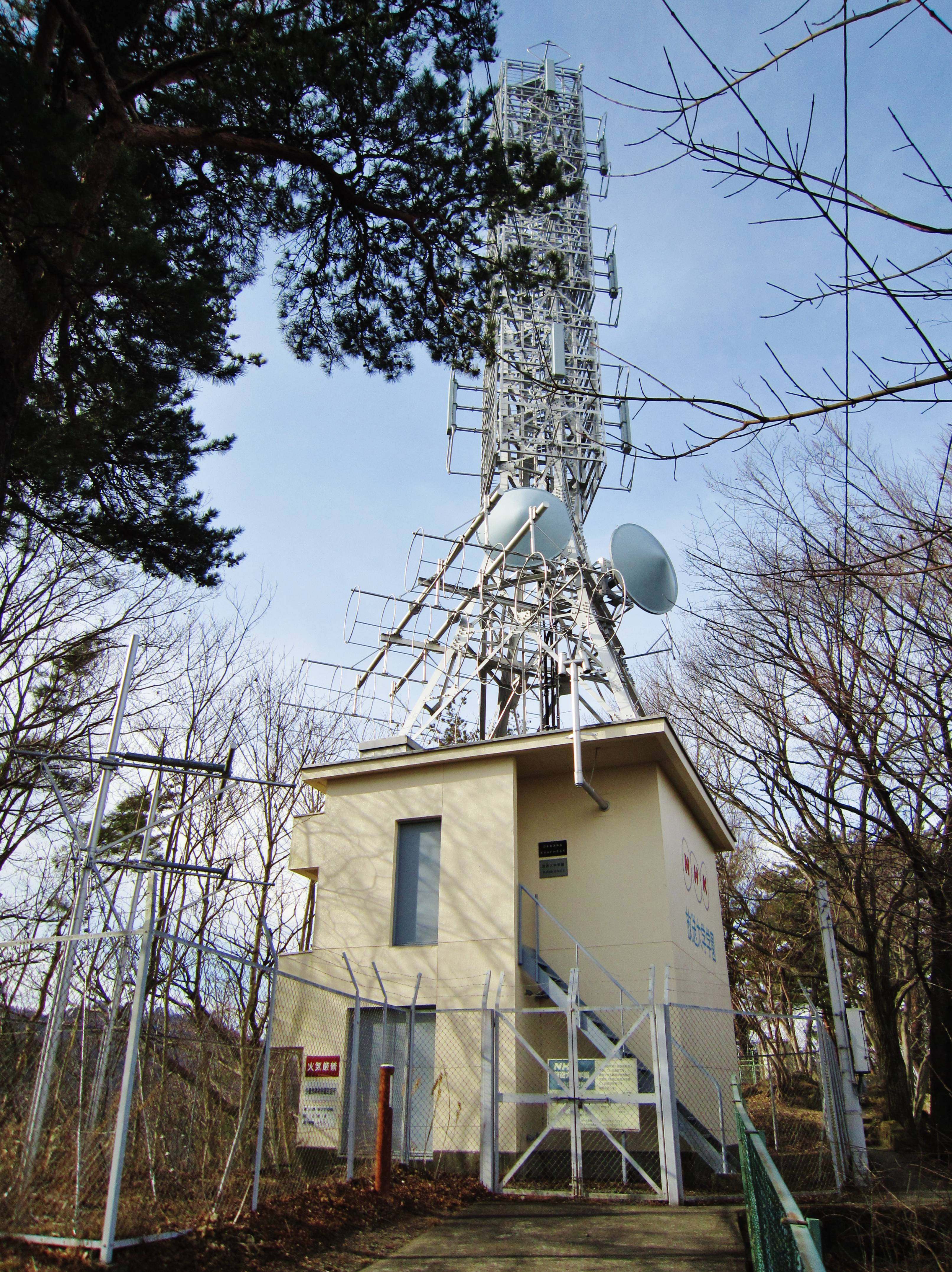
NHK前橋放送局と放送大学学園の牛伏山放送所

## 多胡石

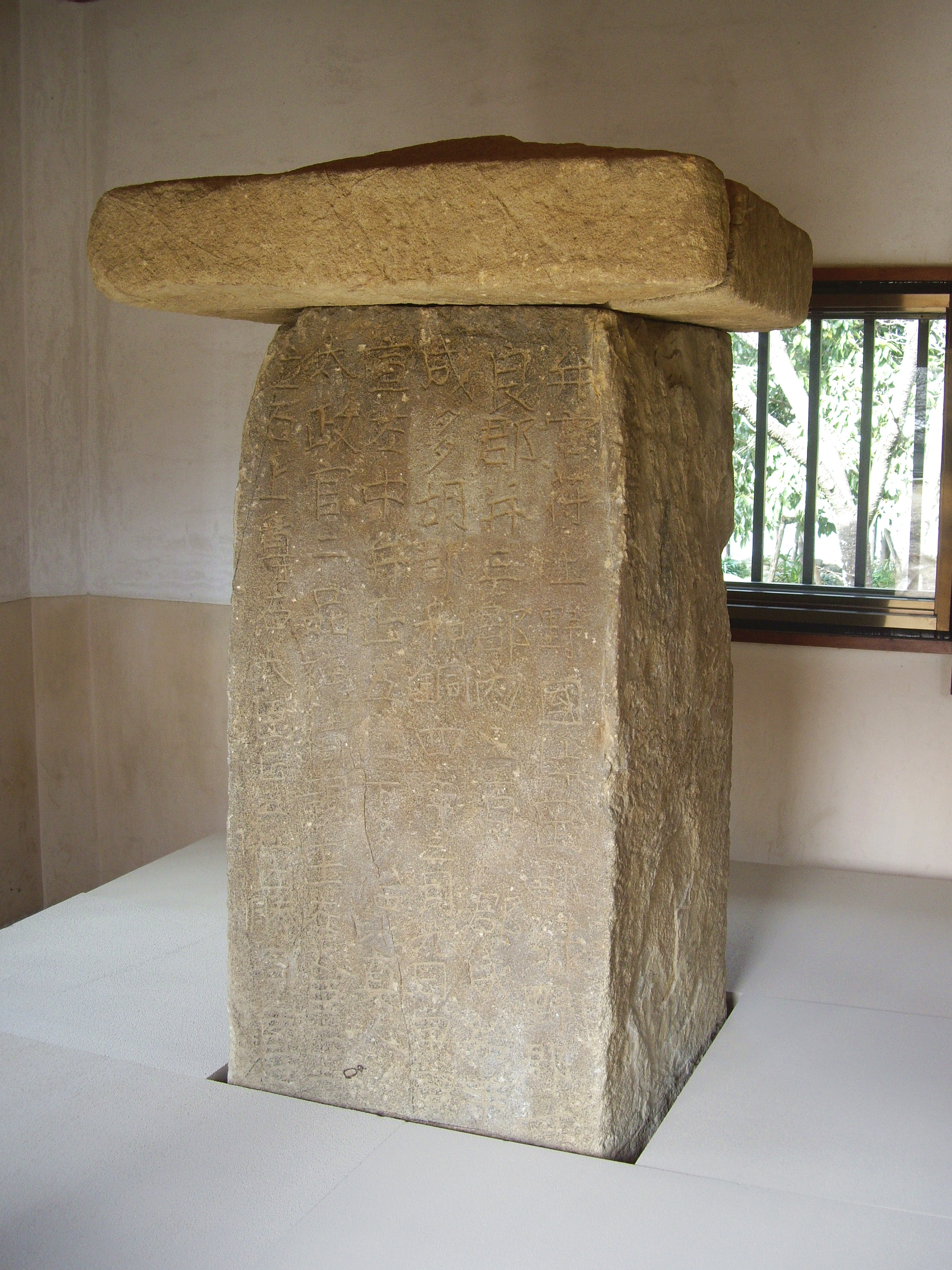
多胡碑
ユネスコ世界の記憶「上野三碑」の一つ。

多胡石（たごいし）は、牛伏山を構成する石英質の砂岩である。牛伏砂岩ともいい、鉄分を含んでいることから赤褐色を呈する。木目のような模様があり、粗粒にして光沢はないが、硬質で耐久性に富み、建築物の装飾や灯籠などに用いられる。石材としての利用は古く、上野三碑の一つに数えられる多胡碑にも用いられている。

## 交通アクセス
公共交通機関
上信電鉄上信線・吉井駅からタクシーで約15分間。
自家用自動車
上信越自動車道・吉井インターチェンジから車で約10分間。

## 牛伏山に関連する作品
- 多胡（たこ）の嶺（ね）に　よせ綱（つな）はへて　寄（よ）すれども　あに來（く）やしづし　そのかほよきに[15]
  - 万葉集に収録されている和歌（巻14-3411「多胡能禰爾　與西都奈波倍氐　與須禮騰毛　阿爾久夜斯豆志　曾能可把與吉爾」）。「多胡の嶺」とは、牛伏山・三株山・八束山といった、当地方の山々の総称とされる（『上野歌解』）。そうした山々に綱を掛けて引き寄せようとしても平気な顔をするばかり。従順そうに見えて実は強情な女性を憎らしく思ったという歌である。